# Altingia gracilipes
Altingia gracilipes ist eine immergrüne Laubbaumart aus der kleinen Familie der Altingiaceae innerhalb der Ordnung der Steinbrechartigen (Saxifragales). Sie kommt im Südosten von China vor.

## Beschreibung

### Vegetative Merkmale
Der immergrüne Baum erreicht eine Höhe von 12 bis 20 m. Die jungen Zweige sind zuerst etwas behaart und verkahlen später, ältere Zweige sind mit Lentizellen besetzt. Die mit Schuppen bedeckten Knospen sind eiförmig und kurz flaumig behaart. Die schraubig angeordneten Laubblätter sind an den Spitzen der Zweige gehäuft und besitzen einen schlanken, 1–3 cm langen, kahlen Stiel. Nebenblätter fehlen. Die einfache und ungeteilte, fiedernervige Blattspreite ist eiförmig-lanzettlich und hat eine Länge von 4 bis 7 cm und eine Breite von 1,5 bis 2,5 cm. Sie besitzt einen stumpfen oder schmal abgerundeten Grund und ist vorne lang geschweift zugespitzt. Die relativ dünne, ledrige Spreite ist zweifarbig und kahl. Sie weist 5–6 Paare von nur unterseits etwas vorspringenden Seitennerven auf. Der Spreitenrand ist meist ganzrandig, seltener gesägt.

### Generative Merkmale
Die Geschlechtsverteilung der Blüten ist einhäusig getrenntgeschlechtig (monözisch). Die Blüten besitzen keine Blütenhülle.
Die männlichen Blütenstände sind vielblütige, kugelige, 0,5–0,6 cm große Köpfchen. Sie sind gewöhnlich zu mehreren in Rispen angeordnet, die an den Enden der Zweige oder nur wenig darunter stehen. Die männlichen Blüten bestehen nur aus nicht miteinander verwachsenen Staubblättern mit sitzenden, basifixen, also an ihrem Grund angehefteten, roten, 1,5 mm langen, verkehrteiförmigen Staubbeuteln. Die beiden oben gestutzten Theken bestehen aus jeweils zwei Pollensäcken und öffnen sich mit einem Schlitz der Länge nach.
Die köpfchenförmigen weiblichen Blütenstände stehen einzeln oder zu mehreren in einer Traube scheinbar an den Zweigenden. Sie haben einen (1,5–)2–3(–4) cm langen, aufrechten, flaumhaarigen Stiel und sind am Grund von vier bis fünf eiförmig-lanzettlichen, etwa 8 mm langen, häutigen, braun behaarten Hochblättern umgeben. Sie sind ungefähr 1,5 cm breit und bestehen aus 5–6 miteinander verwachsene Blüten. Diese enthalten nur den halbunterständigen Fruchtknoten, der aus zwei miteinander verwachsenen, nur an Spitze freien Fruchtblättern besteht, und mehrere, ihn umgebene, schuppenförmige Staminodien. Der Fruchtknoten ist an der Spitze kurz flaumhaarig. Die beiden pfriemlichen, 2,5 mm langen Griffel haben eine zurückgekrümmte Spitze. Jedes der beiden Fruchtknotenfächer enthält an der zentralwinkelständigen Plazenta zahlreiche Samenanlagen.
Die verkehrt kegelförmigen, 1,2–1,7(–2) cm breiten Fruchtstände besitzen eine keilige Basis und sind von einer charakteristischen Hochblatthülle umgeben. Die einzelnen Früchte sind holzige, zweifächerige Kapselfrüchte, die sich fachspaltig mit zwei zweiteiligen Klappen öffnen. Der obere Teil der Griffel und die Staminodien sind im Fruchtzustand nicht mehr vorhanden. Die braunen, kantigen Samen sind 7–10,5 mm lang und ungefähr 3,5 mm breit.
Altingia gracilipes blüht in den Monaten April bis Juni und fruchtet von Juli bis September.

## Verbreitung und Lebensraum
Altingia gracilipes kommt im Südosten von China vor. Am Festland reicht das Areal vom Süden der Provinz Zhejiang über Fujian bis in den Osten von Guangdong. Außerdem kommt die Art auch auf der Insel Hainan vor.
Die Baumart wächst in immergrünen Wäldern in 400–1000 m Seehöhe.

## Ökologie
Untersuchungen auf Versuchsflächen haben gezeigt, dass mehrere Kennzahlen des Bodenwasserhaushalts und der Bodenfruchtbarkeit in Mischbeständen von Altingia gracilipes und der Spießtanne (Cunninghamia lanceolata) bessere Werte aufweisen als in Reinbeständen der Spießtanne. Auch die Enzymaktivität war in den Böden der Mischbestände höher als in den Reinbeständen.

## Taxonomie und Systematik
Die Art wurde 1907 auf Basis einer Aufsammlung von Stephen Troyte Dunn durch William Botting Hemsley beschrieben. Der Typusfundort liegt in der Provinz Fujian („Fokien“). Der Erstbeschreibung als Anhang beigefügt war ein Hinweis auf zwei zusätzliche Aufsammlungen, die einige Jahre später die Grundlage für die Beschreibung von Altingia yunnanensis bilden sollten.
Aufgrund von Übereinstimmungen im Bau der Fruchtstände wird Altingia tenuifolia von manchen Autoren als Synonym von Altingia gracilipes betrachtet.
Eine molekularbiologische Untersuchung von fünf Abschnitten der Chloroplasten-DNA hat Altingia gracilipes als Teil einer schwer weiter auflösbaren Klade („E. Asian clade“) gezeigt, die außer mehreren Altingia-Arten auch noch Arten von Liquidambar und Semiliquidambar umfasst. Außerdem hat sich Altingia gracilipes in dieser Arbeit als polyphyletisch dargestellt. Mach R. Govaerts ist die Art daher am besten als Liquidambar gracilipes (Hemsl.) Ickert-Bond & J.Wen zur Gattung Liquidambar zu stellen.

## Etymologie
Das Artepitheton gracilipes (spätlat. schlankfüßig) leitet sich von lat. gracilis (schlank) und lat. pes (Fuß) ab. Es bezieht sich offenbar auf die in der lateinischen Erstbeschreibung als besonders schlank hervorgehobenen Blattstiele (petioli gracillimi).

## Nutzung
Das Harz der Borke wird medizinisch und als Parfüm verwendet.
Altingia gracilipes wird in der chinesischen Forstwirtschaft als Mischbaumart in Pflanzungen der Spießtanne (Cunninghamia lanceolata) verwendet, um der Bodendegradation durch Reinbestände dieser Nadelbaumart entgegenzuwirken.